# Blue Note Records
Blue Note Records ist ein Plattenlabel für Jazzmusik, das 1939 von Alfred Lion und Francis Wolff, zwei deutschen Emigranten der  NS-Diktatur, in New York gegründet wurde. Lion und später Wolff produzierten u. a. Aufnahmen von Art Blakey & The Jazz Messengers, Herbie Hancock, Sheila Jordan, Thelonious Monk, Lee Morgan, Sonny Rollins, Horace Silver und Wayne Shorter. 1965 verkauften sie die Firma an Liberty Records. Nach mehreren Eigentümerwechseln wurde das Label 1985 von Capitol Records, die den Katalog und die Namensrechte erworben hatte, neu gegründet. Seitdem veröffentlicht Blue Note sowohl neue als auch unveröffentlichtes Archivaufnahmen.
Der Name bezieht sich auf die charakteristischen „Blue Notes“ des Swings, der Jazz- und Bluesmusik.

## Geschichte
Alfred Lion hatte schon in jungen Jahren in seiner Heimatstadt Berlin den Jazz gehört, z. B. Sam Wooding 1925. Er musste 1937 vor den Nationalsozialisten aus Deutschland fliehen, weil er Jude war. In New York nahm Lion 1939 in einem angemieteten Studio eine eintägige Session von Albert Ammons und Meade Lux Lewis auf. Das Label Blue Note bestand ursprünglich aus Lion und Max Margulis (1907–1996), einem Schriftsteller, der die Finanzierung übernahm. Die ersten Releases waren traditioneller „hot jazz“ und Boogie-Woogie. Der erste Hit des Labels war die Aufnahme „Summertime“ mit Sidney Bechet. Oft kam es vor, dass die Musiker ihre Aufnahmen in den frühen Morgenstunden machten, nachdem sie mit ihrem „Tagesjob“ in den Nachtclubs und Bars fertig waren und mitunter mit alkoholischen Erfrischungsgetränken versorgt wurden. Die Musiker wurden von den Produzenten immer gut behandelt. Sie konnten zu jeder möglichen Zeit Aufnahmen machen und hatten großen Einfluss auf alle Schritte der Plattenproduktion. Sie wurden später auch für ihre Probezeiten bezahlt.
Francis Wolff war ein deutscher professioneller Fotograf. Ende 1939 floh er vor den Nationalsozialisten in die Vereinigten Staaten. Dort traf er seinen Jugendfreund Alfred Lion wieder, dem er sich bald anschloss. 1941 wurde Lion für zwei Jahre in die Armee berufen. Erst Ende 1943 war die Firma wieder voll im Geschäft, machte neue Aufnahmen und versorgte die Armee mit Schallplatten. Die Fotografien von Wolff gingen in die Stilgeschichte des Plattencoverdesigns ein.
Verbunden mit der sehr erfolgreichen Unternehmensgeschichte ist die Entwicklung des Jazz und die Ablösung der alten Schellackplatten durch das moderne Vinyl.
Zu Kriegsende war auch Ike Quebec einer derjenigen, die Aufnahmen bei Blue Note machten. Er war jedoch auch bis zu seinem Tod 1963 Talentscout. Auch wenn er schon zur älteren Generation gehörte, wusste er den neuen Stil Bebop, den Dizzy Gillespie und Charlie Parker spielten, anzuerkennen und zu schätzen.
Blue Note war in den 1950er und 1960er Jahren eines der renommiertesten Jazz-Labels und veröffentlichte eine große Zahl an einflussreichen, stilprägenden Jazzalben, größtenteils von sehr talentierten Musikern der damaligen Zeit. Zu ihnen gehören Jazzlegenden wie Bud Powell, Miles Davis, John Coltrane, Ornette Coleman und Thelonious Monk. Blue Note war bekannt für das hohe künstlerische Niveau und die hervorragende Klangqualität der veröffentlichten Aufnahmen. Die meisten klassischen Aufnahmen auf Blue Note wurden von dem Toningenieur Rudy Van Gelder in dessen eigenem Tonstudio aufgenommen. Die Karriere zahlreicher bekannter Jazzmusiker wie Horace Silver, Herbie Hancock, Art Blakey, Stanley Turrentine, Jimmy Smith, Wayne Shorter, Lou Donaldson u. a. ist mit dem Firmennamen Blue Note Records verbunden.
Die erste 10" Vinyl-LP von Blue Note erschien 1952: Milt Jacksons Album Wizard of the Vibes (mit Thelonious Monk am Piano). Das Label nahm bald neue Talente wie Horace Silver, die Jazz Messengers, die bald Art Blakeys Band wurden, oder Clifford Brown auf. Rudy Van Gelder war als Tontechniker ab 1953 bis in die späten Sechziger für Blue Note tätig und wurde auch bei anderen Labels sehr begehrt. Bis zu seinem Ende war er damit beschäftigt, seine alten Aufnahmen neu zu mastern.
Die Plattencover wurden ab den späten 1940er Jahren zunächst von Paul Bacon, Julian Alberts und John Hermansader gestaltet. Großen Einfluss hatten dann die ab 1956 von Designer Reid Miles harmonisch asymmetrisch gestalteten Plattencover, die anfangs nur in drei Farben gedruckt wurden. Er arbeitete mit den eindrucksvollen, überwiegend von Francis Wolff aufgenommenen Schwarz-Weiß-Portraits und verwendete sie mal formatfüllend, mal schmalrechteckig bis zum Coverrand gezogen, mal klein in die Typografie eingefügt. Gerne setzte er strenge serifenlose Schriftarten ein. Mal vergrößerte er einzelne Buchstaben, mal fügte er Patterns, Blöcke oder Streifen hinzu. Das Design war immer klar, ausgewogen, strukturiert in die Fläche gesetzt und oft auf Grund eines formalen oder typografischen Kicks überraschend. Mitte der 1950er Jahre zeigten einige Blue-Note-Covers auch die Zeichnungen eines damals noch kaum bekannten Künstlers namens Andy Warhol. Reid Miles war in der Musikindustrie stilbildend; seine Blue-Note-Covers befinden sich in der Sammlung des Museum of Modern Art.
Noch heute legendär ist das Motto von Alfred Lion und Francis Wolff, mit dem sie den Musikern auf Englisch mit stark deutschem Akzent während der Aufnahmesessions mitteilten, wie für die beiden Label-Betreiber ein echter Jazzsong klingen muss: „It must schwing!“.
Das Konzept von Blue Note Records bestand in der Präsentation von ad hoc zusammengestellten Gruppen, deren Mitglieder normalerweise in anderen „Working Bands“ beschäftigt oder „Freelancer“ waren. Die Ausnahmen bildeten Horace Silver (Horace Silver Quintet) und Art Blakey (Jazz Messengers).
1965 verkauften Lion und Wolff die Blue Note an die Plattenfirma Liberty. Lion ging zwei Jahre später in den Ruhestand, und Wolff starb im Jahr 1971. Liberty wurde schon 1969 an United Artists verkauft, das wiederum 1979 von EMI gekauft wurde, die zeitgleich Blue Note einstellte. Zuvor hatte sich Produzent George Buttler bemüht das Label zu erneuern und auf dem Montreux Jazz Festival 1973 auch in einer eigenen Label-Nacht seine Künstler präsentiert.
Die Ära des Labels nach Lion und Wolff ist geprägt durch Produktionen von Künstlern wie Wayne Shorter, McCoy Tyner, Chick Corea und Elvin Jones, gefolgt in den 1970er-Jahren von einer Ära der Crossover-Aufnahmen von Donald Byrd, Earl Klugh und Ronnie Laws, ein Jahrzehnt später von Künstlern wie Geri Allen. (The Nurturer), Ron Carter und Ralph Peterson.
Der Katalog und der Name von Blue Note sind seit 1985 Eigentum von Capitol Records. Die Neugründung von Blue Note fand 1985 statt. Leiter wurde Bruce Lundvall. Alte Künstler, wie McCoy Tyner, machten neue Aufnahmen, und junge Musiker wie Joe Lovano oder Greg Osby konnten sich bei Blue Note große Reputation verdienen. Großen kommerziellen Erfolg hatte das Label mit Norah Jones, und etablierte Künstler wie Van Morrison, Al Green und Anita Baker kamen zu Blue Note.
1997 kam der musikalische Dokumentarfilm Blue Note – A Story of Modern Jazz von Julian Benedikt in die Kinos.
2000 wurde die CD Scales, Grounded der Brüder Martin Scales und Patrick Scales als eine der wenigen Produktionen deutscher Musiker bei Blue Note Records veröffentlicht. Seit 2007 werden auch die Alben des deutschen Entertainers Götz Alsmann auf dem Label veröffentlicht.
Seit 2011 wird das Label von Don Was geleitet, der zuvor Platten von den Rolling Stones und Bob Dylan produzierte.
Am 25. März 2014 eröffnete das Grammy Museum in Los Angeles eine Ausstellung namens Blue Note Records: The Finest In Jazz.
Im Jahr 2018 kamen die beiden Filme Blue Note Records: Beyond the Notes von Sophie Huber und It Must Schwing – The Blue Note Story von Eric Friedler in die Kinos.

## Jazz-Sammlungen
Seit 1983 sind bei Mosaic Records folgende Sammlungen aus dem Blue Note Katalog erschienen:
- 1983: Albert Ammons & Meade Lux Lewis – The Complete Blue Note Recordings
- 1984: Clifford Brown – The Complete Blue Note and Pacific Jazz Recordings
- 1984: Ike Quebec & John Hardee – The Complete Blue Note Recordings
- 1985: Sidney Bechet – The Complete Blue Note Recordings
- 1985: Edmond Hall, James P. Johnson, Sidney De Paris & Vic Dickenson – The Complete Blue Note Sessions
- 1985: Tina Brooks – The Complete Blue Note Recordings of the Quintets
- 1986: Art Hodes – The Complete Blue Note Sessions
- 1986: Benny Morton and Jimmy Hamilton with Sammy Benskin – The Blue Note Swingtets (1945)
- 1987: Ike Quebec – The Complete Blue Note 45 Sessions
- 1987: Pete Johnson/Earl Hines/Teddy Bunn – The Blue Note Sessions (1939–1940)
- 1987: Herbie Nichols – The Complete Blue Note Recordings
- 1989: Freddie Redd – The Complete Blue Note Recordings
- 1990: George Lewis – The Complete Blue Note Recordings
- 1991: Larry Young – The Complete Blue Note Recordings
- 1994: Jimmy Smith – The Complete February 1957 Blue Note Sessions
- 1995: Lee Morgan – The Complete Blue Note Fifties Sessions
- 1995: Andrew Hill – The Complete Blue Note Sessions (1963–1966)
- 1996: Curtis Fuller – The Complete Blue Note/UA Sessions
- 1996: Sam Rivers – The Complete Blue Note Sessions
- 1998: Blue Mitchell – The Complete Blue Note Sessions (1963–1967)
- 1998: Hank Mobley – The Complete Blue Note Fifties Sessions
- 2000: Horace Parlan – The Complete Blue Note Session
- 2002: Stanley Turrentine – The Blue Note Quintet/Sextet Studio Sessions (1961–1969)
- 2002: Lou Donaldson – The Complete Blue Note Sessions (1957–1960)

## Dokumentarfilme
- 1997: Blue Note – A Story of Modern Jazz,[8] Deutschland, 92 Min., Buch und Regie: Julian Benedikt, Produktion: EuroArts, arte, SDR, DR, u. a. mit Art Blakey, Herbie Hancock, Max Roach, Taj Mahal, Thelonious Monk, Carlos Santana, Ruth Lion.
- 2018: Blue Note Records: Beyond the Notes,[6] Schweiz & USA, Regie: Sophie Huber. Archivmaterial und Gespräche mit Lou Donaldson, Rudy Van Gelder, Herbie Hancock, Wayne Shorter, Norah Jones, Don Was, Robert Glasper und Ambrose Akinmusire.
- 2018: It Must Schwing – The Blue Note Story,[7] Deutschland, Regie: Eric Friedler, Produzent: Wim Wenders. Mit Benny Golson, Wayne Shorter, Benny Maupin, Sheila Jordan, Quincy Jones, Lou Donaldson, Sonny Rollins, Herbie Hancock, Ron Carter, Michael Cuscuna, Dan Morgenstern, Charles Tolliver, Cecil McBee, Kenny Burrell, Jimmy Heath, Reggie Workmann, Rolf Kühn, George Benson u. a.[9]